# Mysteriet Dracula
Mysteriet Dracula (engelska: Dracula) är en amerikansk pre-code skräckfilm från 1931 i regi av Tod Browning med Bela Lugosi i huvudrollen som greve Dracula. Filmen är producerad av Universal Pictures och är baserad på pjäsen Dracula från 1924, skriven av Hamilton Deane och John L. Balderston, vilken i sin tur är löst baserad på Bram Stokers roman med samma namn. 
Den hade biopremiär i New York den 12 februari 1931 och Sverigepremiär den 13 november 1931. 

## Handling
Londonmäklaren Renfield åker till ett mytomspunnet slott i Transsylvanien där en greve Dracula ska skriva på köpekontraktet till ett hus utanför London. Renfield blir galen och åker med greven till England, där Renfield blir intagen på mentalsjukhus. Greven blir bekant med två damer, Lucy och Mina som han snart har i sitt våld.

## Om filmen
Denna film och Frankenstein från samma år innebar startskottet för Universals ljudskräckfilmer (man hade gjort en rad framgångsrika stumfilmer under 1920-talet) och bidrog till att öka genrens popularitet.
Filmen är också den som Bela Lugosi allra mest har kommit att förknippas med, och hela hans framtida karriär kom att definieras av den; han drabbades av typecasting och fick nästan enbart roller i skräckfilmer.
Filmen följdes av Draculas dotter (1936), Draculas son (1943), Frankensteins hus (1944) och Draculas hus (1945)

## Rollista i urval
- Bela Lugosi - Greve Dracula
- Helen Chandler - Mina Seward
- David Manners - John Harker
- Dwight Frye - Renfield
- Edward Van Sloan - Van Helsing
- Herbert Bunston - Dr. Seward
- Frances Dade - Lucy Weston
- Joan Standing - Briggs, sjuksköterska
- Charles K. Gerrard - Martin, Renfields vårdare

## Produktion
Samtidigt som denna film spelades in spelades en spanskspråkig version in på samma plats (den engelska på dagtid och den spanska på nattetid, sägs det). Den spanska filmen regisserades av George Melford och hade Carlos Villarías i titelrollen. Vid tiden för filmens premiär var det många biografer som inte kunde visa ljudfilm. Därför gjordes det stumma versioner av filmen så att den kunde visas där.[källa behövs]

### Fotnoter
1. ↑  Mank, G.W (på engelska). Bela Lugosi and Boris Karloff: The Expanded Story of a Haunting Collaboration, with a Complete Filmography of Their Films Together. sid. 43. https://books.google.se/books?id=hNtqmyR-MNMC. Läst 3 november 2018